# Néstor Clausen
Néstor Rolando Clausen (Arrufó, 1962. szeptember 29. –) világbajnok argentin válogatott labdarúgó, edző. 

## Pályafutása

### Klubcsapatban
Pályafutása nagy részét az Independiente csapatában töltötte. 1980 és 1988, illetve 1995 és 1996 között volt a klub játékosa. 1983-ban Metropolitano bajnoki címet szerzett, 1984-ben sikerült megnyernie a Libertadores-kupát és az Interkontinentális kupát. 1989 és 1994 között Svájcban, az FC Sion csapatában játszott, melynek színeiben bajnoki címet és kupagyőzelmet szerzett. 1994 és 1995 között a Racing Club játékosa volt.

### A válogatottban
1983 és 1989 között 26 alkalommal szerepelt az argentin válogatottban és 1 gólt szerzett. Részt vett az 1983-as és az 1989-es Copa Américan, illetve tagja volt az 1986-os világbajnokságon győztes csapat keretének is. 

### Edzőként
Miután befejezte a pályafutását edzősködni kezdett. Dolgozott korábbi klubja az Independiente együttesénél, majd számos csapatnál vállalt munkát Bolíviában. 

## Sikerei, díjai

### Játékosként
CA Independiente
- Argentin bajnok (2): Metropolitano 1983, 1988–89
- Copa Libertadores (1):1984
- Interkontinentális kupa (1):1984

FC Sion
- Svájci bajnok (1): 1991–92
- Svájci kupagyőztes (1): 1990–91

Argentína
- Világbajnok (1): 1986

### Edzőként
The Strongest
- Bolíviai bajnok (2): 2003 Apertura, 2004 Clausura